# Napoli Soccer 2004-2005
Questa voce raccoglie le informazioni riguardanti il Napoli Soccer nelle competizioni ufficiali della stagione 2004-2005.

## Stagione
Nella stagione 2004-2005, dopo il fallimento, il Napoli riparte dalla Serie C1 con il nuovo proprietario Aurelio De Laurentiis. La nuova società si chiama ufficialmente Napoli Soccer e la panchina viene affidata a Gian Piero Ventura. Senza una preparazione atletica valida e con una rosa di calciatori inadeguata – conseguenza della tardiva iscrizione che di fatto fa partire il calciomercato della compagine solo alla fine di agosto (e prolungato dalla FIGC fino alla metà di settembre) ma comunque in un periodo dove erano disponibili prevalentemente giocatori svincolati – per aspirare ai primissimi posti, la squadra ha subito delle grandi difficoltà, riuscendo a collocarsi in una posizione a ridosso della zona play-off e puntando sul mercato di gennaio per compiere gli aggiustamenti necessari.
Con gli acquisti di calciatori di buon livello tra i quali Calaiò, Fontana, Piá e Capparella, e con l'esonero di Ventura sostituito da Edy Reja, si spera di raggiungere la zona promozione. Così avviene ed il Napoli, con il terzo posto in graduatoria, supera in semifinale la Sambenedettese, ma perde la finale play-off contro l'Avellino, pareggiando 0-0 in casa e perdendo 2-1 in Irpinia.
Per tutta l'estate il Napoli confida ugualmente nell'accesso in Serie B tramite il ripescaggio; a fine luglio, per qualche giorno, il Napoli è virtualmente in B grazie alla bocciatura del Messina da parte del Consiglio Federale, ma il TAR riabilita i peloritani ed il Napoli rimane in C1. Ad agosto sembrano essere il Pescara prima ed il Torino poi a fare posto al Napoli nella serie cadetta, a causa della retrocessione dei primi e del dissesto finanziario dei secondi, ma anche in questi casi i regolamenti vengono applicati senza favorire gli azzurri, che dovranno riconquistare la Serie B sul campo. Ma non ci riescono, il campionato promuove in Serie B il Rimini con 70 punti, il Napoli giunto terzo con 61 punti disputa i Play-off, come detto, in semifinale supera la Sambenettese, ma in finale cede all'Avellino, che viene promosso in Serie B.

## Divise e sponsor[2]
La prima versione aveva come sponsor tecnico Legea, fu presentata per essere indossata nel campionato di serie B di quell'anno nel quale la S.S.C. Napoli avrebbe dovuto giocare, in seguito al fallimento e alla conseguente retrocessione in serie C1, la neo-nata Napoli Soccer adottò la seconda versione Kappa.
Dalla 1ª alla 7ª giornata non furono adottati sponsor; dalla 8ª alla 11ª giornata Sky Captain; dalla 12ª alla 19ª giornata Christmas in Love; dalla 20ª alla 23ª Manuale d'amore; dalla 24ª fino a fine campionato (compresi i play-off) Mandi.
| 1ª casa | 2ª casa | 1ª trasferta | 2ª trasferta | Terza divisa |

## Organigramma societario
Area direttiva
- Presidente: Aurelio De Laurentiis

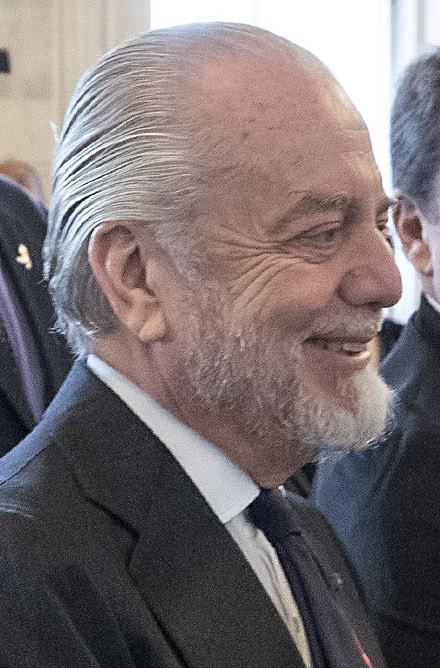
Aurelio De Laurentiis, nuovo patron della società

- Vicepresidente: Jacqueline Marie Baudit
- Direttore generale: Pierpaolo Marino
- Addetto stampa: Guido Baldari
- Segretario: Alberto Vallefuoco

Area tecnica
- Allenatore: Gian Piero Ventura poi dal 18 gennaio Edoardo Reja
- Allenatore in seconda: Carlo Tebi poi dal 18 gennaio Luigi Caffarelli
- Preparatore portieri: Giuseppe Zinetti
- Preparatore atletico: Alessandro Innocenti
- Medico sociale: Maurizio Marassi
- Massaggiatore: Salvatore Carmando

## Rosa
| N. |                   | Ruolo | Calciatore                  |
| -- | ----------------- | ----- | --------------------------- |
|    | Italia (bandiera) | P     | Emanuele Belardi            |
|    | Italia (bandiera) | P     | Matteo Gianello             |
|    | Belgio (bandiera) | P     | Olivier Renard              |
|    | Italia (bandiera) | D     | Salvatore Accursi           |
|    | Italia (bandiera) | D     | Simone Bonomi               |
|    | Italia (bandiera) | D     | David Giubilato             |
|    | Italia (bandiera) | D     | Gianluca Grava              |
|    | Italia (bandiera) | D     | Giovanni Ignoffo            |
|    | Italia (bandiera) | D     | Nicola Mora                 |
|    | Italia (bandiera) | D     | Tommaso Romito              |
|    | Italia (bandiera) | D     | Alberto Savino              |
|    | Italia (bandiera) | D     | Gennaro Scarlato (capitano) |
|    | Italia (bandiera) | D     | Claudio Terzi               |
|    | Italia (bandiera) | C     | Ignazio Abate               |
|    | Italia (bandiera) | C     | Marco Capparella            |
|    | Italia (bandiera) | C     | Luigi Consonni              |
|    | Svezia (bandiera) | C     | Karl Corneliusson           |

| N. |                      | Ruolo | Calciatore              |
| -- | -------------------- | ----- | ----------------------- |
|    | Italia (bandiera)    | C     | Nicola Corrent          |
|    | Italia (bandiera)    | C     | Gaetano Fontana         |
|    | Italia (bandiera)    | C     | Fabio Gatti             |
|    | Brasile (bandiera)   | C     | Leandro Guerreiro       |
|    | Italia (bandiera)    | C     | Francesco Montervino    |
|    | Italia (bandiera)    | C     | Cataldo Montesanto      |
|    | Brasile (bandiera)   | C     | Robson Machado Toledo   |
|    | Italia (bandiera)    | A     | Gennaro Esposito        |
|    | Italia (bandiera)    | A     | Emanuele Berrettoni     |
|    | Italia (bandiera)    | A     | Emanuele Calaiò         |
|    | Italia (bandiera)    | A     | Carmine Gautieri        |
|    | Brasile (bandiera)   | A     | Piá                     |
|    | Italia (bandiera)    | A     | Nicola Pozzi            |
|    | Italia (bandiera)    | A     | Gerardo Schettino       |
|    | Argentina (bandiera) | A     | Roberto Sosa            |
|    | Italia (bandiera)    | A     | Luca Murro              |
|    | Italia (bandiera)    | A     | Massimiliano Varricchio |

## Calciomercato

### Sessione estiva(dal 7/9 al 23/9)
A causa della mancata iscrizione alla Serie B della S.S.C. Napoli e della conseguente ammissione del Napoli Soccer alla Serie C1, le cessioni sono da ritenere virtuali, in quanto tutti i calciatori della precedente stagione si sono automaticamente svincolati. Così come i pochi calciatori confermati sono da ritenersi in questa condizione solo virtualmente.
| Acquisti | Acquisti                | Acquisti    | Acquisti                   |
| R.       | Nome                    | da          | Modalità                   |
| -------- | ----------------------- | ----------- | -------------------------- |
| C        | Ignazio Abate           | Milan       | prestito                   |
| D        | Salvatore Accursi       | Messina     | prestito                   |
| P        | Emanuele Belardi        | Reggina     | prestito                   |
| A        | Emanuele Berrettoni     | Crotone     | definitivo                 |
| D        | Simone Bonomi           | Siena       | prestito                   |
| C        | Karl Corneliusson       | Salernitana | prestito                   |
| C        | Nicola Corrent          | Ternana     | prestito                   |
| A        | Gennaro Esposito        | Giugliano   | definitivo                 |
| C        | Fabio Gatti             | Perugia     | definitivo (0,3 milioni €) |
| P        | Matteo Gianello         | Siena       | definitivo                 |
| C        | Leandro Guerreiro       | Salernitana | definitivo                 |
| D        | Giovanni Ignoffo        | Perugia     | prestito (50 000 €)        |
| C        | Cataldo Montesanto      | svincolato  |                            |
| C        | Francesco Montervino    | svincolato  |                            |
| D        | Nicola Mora             | Bari        | prestito                   |
| A        | Nicola Pozzi            | Milan       | prestito                   |
| P        | Antonino Saviano        | Reggina     | prestito                   |
| D        | Alberto Savino          | Ternana     | definitivo                 |
| D        | Gennaro Scarlato        | Ternana     | prestito                   |
| A        | Gerardo Schettino       | Russi       | definitivo                 |
| A        | Roberto Sosa            | Udinese     | definitivo (1000 €)        |
| D        | Claudio Terzi           | Bologna     | prestito                   |
| C        | Robson Machado Toledo   | Udinese     | prestito                   |
| A        | Massimiliano Varricchio | Treviso     | definitivo                 |

| Cessioni | Cessioni              | Cessioni | Cessioni   |
| R.       | Nome                  | a        | Modalità   |
| -------- | --------------------- | -------- | ---------- |
| P        | Andrea Argentati      |          | svincolato |
| C        | Andrea Bernini        |          | svincolato |
| D        | Mauro Bonomi          |          | svincolato |
| P        | Pierluigi Brivio      |          | svincolato |
| D        | Massimo Carrera       |          | svincolato |
| D        | Mario Cvitanović      |          | svincolato |
| D        | Alessandro Del Grosso |          | svincolato |
| A        | Davide Dionigi        |          | svincolato |
| C        | Gennaro Esposito      |          | svincolato |
| A        | Antonio Floro Flores  |          | svincolato |
| P        | Emanuele Manitta      |          | svincolato |
| C        | Dario Marcolin        |          | svincolato |
| C        | Gonzalo Martínez      |          | svincolato |
| C        | Fabio Montezine       |          | svincolato |
| C        | Renato Olive          |          | svincolato |
| C        | Rubens Pasino         |          | svincolato |
| C        | Marko Perović         |          | svincolato |
| D        | Daniele Portanova     |          | svincolato |
| D        | Marco Quadrini        |          | svincolato |
| A        | Gianluca Savoldi      |          | svincolato |
| A        | David Sesa            |          | svincolato |
| D        | Vittorio Tosto        |          | svincolato |
| C        | Josè Vidigal          |          | svincolato |
| A        | Massimiliano Vieri    |          | svincolato |
| D        | Marco Zamboni         |          | svincolato |
| C        | Nicola Zanini         |          | svincolato |

### Sessione invernale(dal 2/1 al 31/1)
| Acquisti | Acquisti         | Acquisti   | Acquisti                    |
| R.       | Nome             | da         | Modalità                    |
| -------- | ---------------- | ---------- | --------------------------- |
| A        | Emanuele Calaiò  | Pescara    | definitivo (2,85 milioni €) |
| C        | Marco Capparella | Ascoli     | definitivo (0,2 milioni €)  |
| C        | Luigi Consonni   | SPAL       | prestito (0,45 milioni €)   |
| C        | Gaetano Fontana  | Fiorentina | definitivo (0,25 €)         |
| A        | Carmine Gautieri | Atalanta   | definitivo                  |
| D        | David Giubilato  | Venezia    | definitivo (0,95 milioni €) |
| D        | Gianluca Grava   | Catanzaro  | definitivo (50 000 €)       |
| A        | Piá              | Atalanta   | definitivo (1,5 milioni €)  |
| P        | Olivier Renard   | Udinese    | prestito                    |
| D        | Tommaso Romito   | Chieti     | definitivo (0,18 milioni €) |

| Cessioni | Cessioni                | Cessioni | Cessioni                   |
| R.       | Nome                    | a        | Modalità                   |
| -------- | ----------------------- | -------- | -------------------------- |
| P        | Emanuele Belardi        | Ancona   | fine prestito              |
| A        | Emanuele Berrettoni     | SPAL     | definitivo                 |
| A        | Carmine Gautieri        | Piacenza | definitivo                 |
| C        | Leandro Guerreiro       | Pescara  | prestito                   |
| A        | Nicola Pozzi            | Pescara  | fine prestito              |
| D        | Alberto Savino          | Venezia  | definitivo (0,5 milioni €) |
| C        | Robson Machado Toledo   | Ascoli   | fine prestito              |
| A        | Massimiliano Varricchio | Pescara  | prestito                   |

## Risultati

### Serie C1

#### Girone di andata
| Arbitro: | Gava (Conegliano) |

|                  |           |  |
| Varricchio 90+4’ | Marcatori |  |

| Arbitro: | Damato (Barletta) |

|                       |           |  |
| Vitali 73’ Onesti 77’ | Marcatori |  |

| Arbitro: | Brunialti (Trento) |

|                                  |           |                                        |
| Ignoffo 8’ Savino 27’ Toledo 30’ | Marcatori | 4’ Carteri 49’ Giacobbo 69’ De Gasperi |

| Arbitro: | Lops (Torino) |

|          |           |                     |
| Ticli 9’ | Marcatori | 37’ Pozzi 60’ Abate |

| Arbitro: | Ciampi (Roma) |

|                             |           |  |
| Deflorio 46’ Olorunleke 58’ | Marcatori |  |

| Napoli 17 ottobre 2004 6ª giornata | Napoli         | 0 – 0 referto | Avellino | Stadio San Paolo (61 626 spett.)\| Arbitro: \| Marelli (Como) \| |
| Arbitro:                           | Marelli (Como) |               |          |                                                                  |

| Ferrara 24 ottobre 2004 7ª giornata | SPAL           | 0 – 0 referto | Napoli | Stadio Paolo Mazza (6 892 spett.)\| Arbitro: \| Orsato (Schio) \| |
| Arbitro:                            | Orsato (Schio) |               |        |                                                                   |

| Arbitro: | Pierpaoli (Firenze) |

|          |           |                               |
| Sosa 80’ | Marcatori | 53’ Terrevoli 64’ Guariniello |

| Arbitro: | Celi (Campobasso) |

|                                   |           |  |
| Varricchio 33’ Maschio 47’ (aut.) | Marcatori |  |

| Arbitro: | Gervasoni (Mantova) |

|               |           |                |
| Cardinale 70’ | Marcatori | 28’ Varricchio |

| Arbitro: | Gava (Conegliano) |

|                    |           |                |
| Ignoffo 71’, 90+1’ | Marcatori | 69’ Bogliacino |

| Arbitro: | Marelli (Como) |

|             |           |  |
| Zecchin 13’ | Marcatori |  |

| Arbitro: | Herberg (Messina) |

|                               |           |  |
| Carnevali 24’ (aut.) Sosa 30’ | Marcatori |  |

| Arbitro: | Velotto (Grosseto) |

|                                            |           |                |
| Cellini 17’, 27’ Cimarelli 48’ Mounard 75’ | Marcatori | 45’ Montesanto |

| Arbitro: | Lena (Ciampino) |

|               |           |  |
| Varricchio 5’ | Marcatori |  |

| Arbitro: | Celi (Campobasso) |

|                    |           |           |
| Ricchiuti 71’, 78’ | Marcatori | 89’ Terzi |

| Arbitro: | Zanzi (Lugo di Romagna) |

|                              |           |  |
| Corrent 17’ Piá 70’ Sosa 87’ | Marcatori |  |

#### Girone di ritorno
| Arbitro: | Herberg (Messina) |

|           |           |            |
| Gaeta 42’ | Marcatori | 90+2’ Sosa |

| Arbitro: | Giglioni (Siena) |

|             |           |           |
| Gautieri 8’ | Marcatori | 32’ Pirro |

| Arbitro: | Crugliano (Crotone) |

|                       |           |                                          |
| Montervino 88’ (aut.) | Marcatori | 36’ Montervino 41’ (aut.) Musso 87’ Sosa |

| Arbitro: | Damato (Barletta) |

|                                                 |           |            |
| Fontana 25’ (rig.) Calaiò 46’, 79’ Scarlato 60’ | Marcatori | 19’ Soncin |

| Arbitro: | Orsato (Schio) |

|                      |           |  |
| Abate 14’ Calaiò 49’ | Marcatori |  |

| Arbitro: | Ciampi (Roma) |

|                             |           |  |
| Rastelli 75’ Biancolino 81’ | Marcatori |  |

| Arbitro: | Lops (Torino) |

|          |           |  |
| Sosa 77’ | Marcatori |  |

| Arbitro: | Velotto (Grosseto) |

|  |           |            |
|  | Marcatori | 37’ Calaiò |

| Arbitro: | Orsato (Schio) |

|  |           |                  |
|  | Marcatori | 50’ Piá 82’ Sosa |

| Arbitro: | Salati (Trento) |

|              |           |  |
| Consonni 90’ | Marcatori |  |

| San Benedetto del Tronto 26 marzo 2005 28ª giornata | Sambenedettese | 0 – 0 referto | Napoli | Stadio Riviera delle Palme (10 000 spett.)\| Arbitro: \| Marelli (Como) \| |
| Arbitro:                                            | Marelli (Como) |               |        |                                                                            |

| Arbitro: | Lops (Torino) |

|                       |           |                   |
| Consonni 19’ Sosa 89’ | Marcatori | 50’ De Franceschi |

| Sora 17 aprile 2005 30ª giornata | Sora              | 0 – 0 referto | Napoli | Stadio Claudio Tomei (4 331 spett.)\| Arbitro: \| Gava (Conegliano) \| |
| Arbitro:                         | Gava (Conegliano) |               |        |                                                                        |

| Arbitro: | Velotto (Grosseto) |

|                                     |           |                       |
| Calaiò 55’ Piá 90+2’ Scarlato 90+3’ | Marcatori | 2’ Grieco 77’ Mounard |

| Arbitro: | Herberg (Messina) |

|             |           |            |
| Lisuzzo 33’ | Marcatori | 73’ Calaiò |

| Arbitro: | Herberg (Messina) |

|         |           |                |
| Piá 64’ | Marcatori | 44’ Muslimović |

| Arbitro: | Salati (Trento) |

|             |           |                       |
| Ranalli 38’ | Marcatori | 79’ Schettino 84’ Piá |

#### Play-off
| Arbitro: | Damato (Barletta) |

|                |           |                |
| Bogliacino 30’ | Marcatori | 90’ Capparella |

| Arbitro: | Marelli (Como) |

|                         |           |  |
| Capparella 10’ Sosa 42’ | Marcatori |  |

| Napoli 12 giugno 2005 Finale - Andata | Napoli            | 0 – 0 referto | Avellino | Stadio San Paolo (63 153 spett.)\| Arbitro: \| Gava (Conegliano) \| |
| Arbitro:                              | Gava (Conegliano) |               |          |                                                                     |

| Arbitro: | Marelli (Como) |

|                                   |           |          |
| Biancolino 39’ Moretti 46’ (rig.) | Marcatori | 80’ Sosa |

## Statistiche finali

### Statistiche di squadra
| Competizione | Punti | In casa | In casa | In casa | In casa | In casa | In casa | In trasferta | In trasferta | In trasferta | In trasferta | In trasferta | In trasferta | Totale | Totale | Totale | Totale | Totale | Totale | DR  |
| Competizione | Punti | G       | V       | N       | P       | Gf      | Gs      | G            | V            | N            | P            | Gf           | Gs           | G      | V      | N      | P      | Gf     | Gs     | DR  |
| ------------ | ----- | ------- | ------- | ------- | ------- | ------- | ------- | ------------ | ------------ | ------------ | ------------ | ------------ | ------------ | ------ | ------ | ------ | ------ | ------ | ------ | --- |
| Serie C1     | 61    | 17      | 12      | 4       | 1       | 30      | 12      | 17           | 5            | 6            | 6            | 15           | 19           | 34     | 17     | 10     | 7      | 45     | 31     | +14 |
| Play off     | -     | 2       | 1       | 1       | 0       | 2       | 0       | 2            | 0            | 1            | 1            | 2            | 3            | 4      | 1      | 2      | 1      | 4      | 3      | +1  |
| Totale       | 61    | 19      | 13      | 5       | 1       | 32      | 12      | 19           | 5            | 7            | 7            | 17           | 22           | 38     | 18     | 12     | 8      | 49     | 34     | +15 |

### Statistiche dei giocatori
Sono in corsivo i calciatori che hanno lasciato la società a stagione in corso.
| Giocatore       | Serie C1 | Serie C1 | Serie C1    | Serie C1   | Play off | Play off | Play off    | Play off   | Totale   | Totale | Totale      | Totale     |
| Giocatore       | Presenze | Reti     | Ammonizioni | Espulsioni | Presenze | Reti     | Ammonizioni | Espulsioni | Presenze | Reti   | Ammonizioni | Espulsioni |
| --------------- | -------- | -------- | ----------- | ---------- | -------- | -------- | ----------- | ---------- | -------- | ------ | ----------- | ---------- |
| I. Abate        | 29       | 2        | 4           | 0          | 4        | 0        | ?           | ?          | 33       | 2      | 4+          | 0+         |
| S. Accursi      | 8        | 0        | ?           | ?          | 4        | 0        | ?           | ?          | 12       | 0      | ?           | ?          |
| E. Belardi      | 16       | 0        | 2           | 0          | 0        | 0        | ?           | ?          | 16       | 0      | 2+          | 0+         |
| E. Berrettoni   | 13       | 0        | 2           | 0          | 0        | 0        | ?           | ?          | 13       | 0      | 2+          | 0+         |
| S. Bonomi       | 19       | 0        | 1           | 0          | 4        | 0        | ?           | ?          | 23       | 0      | 1+          | 0+         |
| E. Calaiò       | 15       | 6        | 3           | 1          | 3        | 0        | ?           | ?          | 18       | 6      | 3+          | 1+         |
| M. Capparella   | 9        | 0        | ?           | ?          | 4        | 2        | ?           | ?          | 13       | 2      | ?           | ?          |
| L. Consonni     | 15       | 2        | 2           | 0          | 3        | 0        | ?           | ?          | 18       | 2      | 2+          | 0+         |
| K. Corneliusson | 11       | 0        | 1           | 0          | 0        | 0        | ?           | ?          | 11       | 0      | 1+          | 0+         |
| N. Corrent      | 27       | 1        | 5           | 0          | 2        | 0        | ?           | ?          | 29       | 1      | 5+          | 0+         |
| G. Esposito     | 2        | 0        | ?           | ?          | 0        | 0        | ?           | ?          | 2        | 0      | ?           | ?          |
| G. Fontana      | 14       | 1        | 7           | 0          | 2        | 0        | ?           | ?          | 16       | 1      | 7+          | 0+         |
| F. Gatti        | 16       | 0        | 4           | 1          | 0        | 0        | ?           | ?          | 16       | 0      | 4+          | 1+         |
| C. Gautieri     | 5        | 1        | 1           | 0          | 0        | 0        | ?           | ?          | 5        | 1      | 1+          | 0+         |
| M. Gianello     | 17       | 0        | 1           | 0          | 4        | 0        | ?           | ?          | 21       | 0      | 1+          | 0+         |
| D. Giubilato    | 2        | 0        | ?           | ?          | 4        | 0        | ?           | ?          | 6        | 0      | ?           | ?          |
| G. Grava        | 13       | 0        | 2           | 0          | 4        | 0        | ?           | ?          | 17       | 0      | 2+          | 0+         |
| L. Guerreiro    | 3        | 0        | ?           | ?          | 0        | 0        | ?           | ?          | 3        | 0      | ?           | ?          |
| G. Ignoffo      | 32       | 3        | 5           | 0          | 1        | 0        | ?           | ?          | 33       | 3      | 5+          | 0+         |
| F. Montervino   | 27       | 1        | 7           | 1          | 4        | 0        | ?           | ?          | 31       | 1      | 7+          | 1+         |
| C. Montesanto   | 19       | 1        | 6           | 0          | 3        | 0        | ?           | ?          | 22       | 1      | 6+          | 0+         |
| N. Mora         | 28       | 0        | 3           | 0          | 2        | 0        | ?           | ?          | 30       | 0      | 3+          | 0+         |
| Piá             | 17       | 5        | ?           | ?          | 4        | 0        | ?           | ?          | 21       | 5      | ?           | ?          |
| N. Pozzi        | 3        | 1        | 2           | 1          | 0        | 0        | ?           | ?          | 3        | 1      | 2+          | 1+         |
| O. Renard       | 2        | 0        | ?           | ?          | 0        | 0        | ?           | ?          | 2        | 0      | ?           | ?          |
| T. Romito       | 3        | 0        | 1           | 0          | 0        | 0        | ?           | ?          | 3        | 0      | 1+          | 0+         |
| A. Savino       | 7        | 1        | ?           | ?          | 0        | 0        | ?           | ?          | 7        | 1      | ?           | ?          |
| G. Scarlato     | 28       | 2        | 7           | 1          | 0        | 0        | ?           | ?          | 28       | 2      | 7+          | 1+         |
| G. Schettino    | 2        | 1        | ?           | ?          | 0        | 0        | ?           | ?          | 2        | 1      | ?           | ?          |
| R. Sosa         | 21       | 8        | 2           | 0          | 4        | 2        | ?           | ?          | 25       | 10     | 2+          | 0+         |
| C. Terzi        | 15       | 1        | 1           | 0          | 0        | 0        | ?           | ?          | 15       | 1      | 1+          | 0+         |
| R. Toledo       | 11       | 1        | ?           | ?          | 0        | 0        | ?           | ?          | 11       | 1      | ?           | ?          |
| M. Varricchio   | 17       | 4        | ?           | ?          | 0        | 0        | ?           | ?          | 17       | 4      | ?           | ?          |